# U-20-Afrika-Cup
Der U-20-Fußball-Afrika-Cup (englisch CAF U-20 Africa Cup, ehemals African U-20 Championship) oder auch Junioren-Afrika-Cup ist ein Fußballturnier zwischen den besten Mannschaften Afrikas für männliche Fußballspieler unter 20; bis 2001 unter 21 Jahren. Der Wettbewerb wird vom afrikanischen Fußballverband Confédération africaine de football (CAF) organisiert.
Er findet alle zwei Jahre statt und dient gleichzeitig als Qualifikationsturnier für die Junioren-Fußballweltmeisterschaft, wobei sich seit 1997 jeweils die besten vier Teams für die WM qualifizieren, wenn kein afrikanisches Land Gastgeber ist. Im Falle eines afrikanischen Gastgebers kann sich auch das fünftbeste Team noch qualifizieren, wenn der Gastgeber unter den vier besten Mannschaften ist, z. B. nahm Mali als 5. des Afrika-Cup an der WM 1999 in Nigeria teil und erreichte dort als Dritter die beste Platzierung aller afrikanischen Mannschaften.
Bis 1989 diente das Turnier lediglich als Qualifikation für die U-20-Weltmeisterschaft und wurde bis zum Finale mit Hin- und Rückspielen ausgetragen. Seit 1991 folgt auf eine Qualifikationsrunde ein Turnier der besten acht Mannschaften um den Titel des Afrikameisters der Junioren U-20 in einem ausgewählten Land.

## Die Turniere im Überblick
| Jahr                 | Gastgeber            | Finale               | Finale               | Finale               | Spiel um Platz drei  | Spiel um Platz drei  | Spiel um Platz drei  |
| Jahr                 | Gastgeber            | Sieger               | Ergebnisse           | 2. Platz             | 3. Platz             | Ergebnisse           | 4. Platz             |
| Nur WM-Qualifikation | Nur WM-Qualifikation | Nur WM-Qualifikation | Nur WM-Qualifikation | Nur WM-Qualifikation | Nur WM-Qualifikation | Nur WM-Qualifikation | Nur WM-Qualifikation |
| -------------------- | -------------------- | -------------------- | -------------------- | -------------------- | -------------------- | -------------------- | -------------------- |
| 1979 Details         | –                    | Algerien             | 2:1 / 2:3 (a)        | Guinea               | nicht ausgetragen    | nicht ausgetragen    | nicht ausgetragen    |
| 1981 Details         | –                    | Ägypten              | 2:0 / 1:1            | Kamerun              | nicht ausgetragen    | nicht ausgetragen    | nicht ausgetragen    |
| 1983 Details         | –                    | Nigeria              | 2:2 / 2:1            | Elfenbeinküste       | nicht ausgetragen    | nicht ausgetragen    | nicht ausgetragen    |
| 1985 Details         | –                    | Nigeria              | 1:1 / 2:1            | Tunesien             | nicht ausgetragen    | nicht ausgetragen    | nicht ausgetragen    |
| 1987 Details         | –                    | Nigeria              | 2:1 / 3:0            | Togo                 | nicht ausgetragen    | nicht ausgetragen    | nicht ausgetragen    |
| 1989 Details         | –                    | Nigeria              | 2:0 / 2:1            | Mali                 | nicht ausgetragen    | nicht ausgetragen    | nicht ausgetragen    |
| U-21-Afrika-Cup      |                      |                      |                      |                      |                      |                      |                      |
| 1991 Details         | Ägypten              | Ägypten              | 2:1                  | Elfenbeinküste       | Ghana                | 2:0                  | Sambia               |
| 1993 Details         | Mauritius            | Ghana                | 2:0                  | Kamerun              | Ägypten              | 3:0                  | Äthiopien            |
| 1995 Details         | Nigeria              | Kamerun              | 4:0                  | Burundi              | Nigeria              | 1:0                  | Mali                 |
| 1997 Details         | Marokko              | Marokko              | 1:0                  | Südafrika            | Elfenbeinküste       | 2:0                  | Ghana                |
| 1999 Details         | Ghana                | Ghana                | 1:0                  | Nigeria              | Kamerun              | 2:1                  | Sambia               |
| 2001 Details         | Äthiopien            | Angola               | 2:0                  | Ghana                | Ägypten              | 2:0                  | Äthiopien            |
| U-20-Afrika-Cup      |                      |                      |                      |                      |                      |                      |                      |
| 2003 Details         | Burkina Faso         | Ägypten              | 4:3                  | Elfenbeinküste       | Mali                 | 1:1 5:4 i. E.        | Burkina Faso         |
| 2005 Details         | Benin                | Nigeria              | 2:0                  | Ägypten              | Benin                | 1:1 5:3 i. E.        | Marokko              |
| 2007 Details         | Republik Kongo       | Republik Kongo       | 1:0                  | Nigeria              | Gambia               | 3:1                  | Sambia               |
| 2009 Details         | Ruanda               | Ghana                | 2:0                  | Kamerun              | Nigeria              | 2:1                  | Südafrika            |
| 2011 Details         | Südafrika            | Nigeria              | 3:2 n. V.            | Kamerun              | Ägypten              | 1:0                  | Mali                 |
| 2013 Details         | Algerien             | Ägypten              | 1:1 n. V. 5:4 i. E.  | Ghana                | Nigeria              | 2:1                  | Mali                 |
| 2015 Details         | Senegal              | Nigeria              | 1:0                  | Senegal              | Ghana                | 3:1                  | Mali                 |
| 2017 Details         | Sambia               | Sambia               | 2:0                  | Senegal              | Guinea               | 2:1                  | Südafrika            |
| 2019 Details         | Niger                | Mali                 | 1:1 n. V. 3:2 i. E.  | Senegal              | Südafrika            | 0:0 5:3 i. E.        | Nigeria              |
| 2021 Details         | Mauretanien          | Ghana                | 2:0                  | Uganda               | Gambia               | 0:0 4:2 i. E.        | Tunesien             |
| 2023 Details         | Ägypten              | Senegal              | 2:0                  | Gambia               | Nigeria              | 4:0                  | Tunesien             |
| 2025 Details         | Elfenbeinküste       | Südafrika            | 1:0                  | Marokko              | Nigeria              | 1:1 4:1 i. E.        | Ägypten              |

### Rangliste der Sieger
(Stand 2025)
| Rang | Land           | Titel | Jahr(e)                                  |
| ---- | -------------- | ----- | ---------------------------------------- |
| 1    | Nigeria        | 7     | 1983, 1985, 1987, 1989, 2005, 2011, 2015 |
| 2    | Ägypten        | 4     | 1981, 1991, 2003, 2013                   |
|      | Ghana          | 4     | 1993, 1999, 2009, 2021                   |
| 4    | Algerien       | 1     | 1979                                     |
|      | Angola         | 1     | 2001                                     |
|      | Kamerun        | 1     | 1995                                     |
|      | Republik Kongo | 1     | 2007                                     |
|      | Mali           | 1     | 2019                                     |
|      | Marokko        | 1     | 1997                                     |
|      | Sambia         | 1     | 2017                                     |
|      | Senegal        | 1     | 2023                                     |
|      | Südafrika      | 1     | 2025                                     |